# 台灣文學史
台灣文學史長期因為政治、地理因素，呈現間歇性斷層的現象。這現象產生的主因來自台灣文學常被以漢人為主的大中國主義視為邊陲文學，而且其書寫系統多元。除了純文學之外，台灣通俗文學也在多語言與多變化的過程中，持續於臺灣主體性與中國文化和南島文化間的夾縫中發展。

## 目前普遍的分期方式

### 古典文學時代（日本時代前）
臺灣古典文學主要以歌謠及傳說故事呈現，可惜至今多已逸散，而主題多為對台灣本土讚賞、對祖靈的對話或懷念、對部落抒發、愛情，內容能充分表現出南島民族的風格。此時期的代表作品的歌謠如排灣族《五年祭歌》、排灣族《鞦韆頌》，而知名傳說故事有邵族的《白鹿美少女》排灣族《太陽之子》。

### 宦遊漢語文學時代（1662年—1844年）
1662年，沈光文因颱風漂泊而來到台灣，他與季麒光等十三人發起詩社「東吟社」，致力於傳統漢文學的播種，培養了許多詩人。葉石濤稱：「沈光文是台灣文學史上頭一個有成就的詩人。」
從沈光文來台，到1844年澎湖子弟蔡廷蘭中進士為止的兩百年間，漢語文學遲遲未能在台灣生根，主因是台灣的社會結構使然。台灣本為一個漢人、原住民雜處的社會，移民而來的漢人多屬目不識丁的庶民階層，尤以農民居多，缺乏熟悉傳統文學的士大夫階層，至於來台當官的「宦遊人士」，只把台灣當作是暫時居留地，他們的詩文，大多屬於文獻性質的史書，至於個人述懷的詩文，多是傷懷詠吟、富於「異國情趣」的作品，缺乏對台灣本土的認同。
此時期的代表作家和作品有郁永河《裨海記遊》、黃叔璥《臺海使槎錄》、朱士玠《小琉球漫誌》、藍鼎元《平臺紀略》《東征集》、陳夢林《諸羅縣志》、江日昇《臺灣外紀》等。

### 漢語傳統文學移植時代（1844年—1920年）
在「宦遊文學」主宰台灣漢語文壇的年代，台籍的傳統文學漸漸發聲，這些台籍作家群，以澎湖進士蔡廷蘭為首(代表作有《海南雜著》)，有彰化的陳肇興和黃詮，淡水的黃敬和曹敬，新竹的鄭用錫和林占梅等。
到了清末，內憂外患接踵而至，激起台籍傳統知識份子保鄉衛國的激烈情操，台籍傳統知識份子逐漸覺醒，認識文學並非遊戲應酬的工具，它應該反映本土人民的疾苦生活及發揚民族精神。
同治、光緒年間，台籍本土作家的詩作水準已與中國不分軒輊，風格有強烈的鄉土色彩，文名遠播至中國大陸，宦遊人士如王凱泰、楊浚、林豪、吳子光、唐景崧都很有名，本土詩人有陳維英、李夢洋、丘逢甲、施士浩等人。直到二戰後，仍然保持影響力的詩人有：吳濁流、葉榮鐘、駱香林、周植夫、張達修、莊幼岳、李步雲，此外還有金門張作梅、也包括外省籍大師人物彭醇士、李漁叔、于右任、陳含光、張夢機等重量級古典詩人。關於相關詩史論述可參考《近百年台灣詩話輯》。

### 日治新文學時期（1920年－1945年）

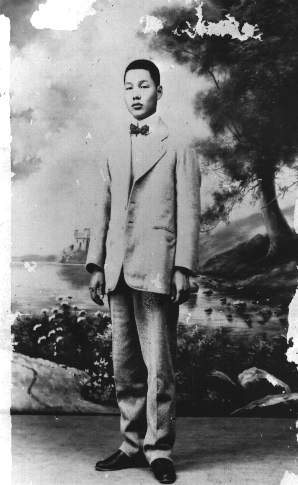
賴和

始於南島語系的台灣文學脫離中國，真正成為獨立個體，一般來說是從日治時期的台灣新文學肇始。
1919年，在東京的台灣留學生改組原先的「啟發會」成立「新民會」，展開這一階段各項政治運動、社會運動的序幕。這些擺脫古詩的近代文學，為台灣白話文運動的肇始者，也被學者認為與日本的「言文一致運動」和中國的五四運動或白話文運動息息相關。
1930年代初期，影響台灣文學、語言、族群意識的台灣鄉土話文論戰正式展開。台籍的日本居民黃石輝於東京力倡台灣文學應該是描寫台灣事物的文學、可以感動激發廣大群眾的文學、以及用台灣話描寫事物的文學。
1934年之後兩年，集結台灣進步作家的台灣文藝聯盟、台灣新文學相繼成立。表面標榜為文藝運動，實則是具有政治性的文學結社。
1937年中國蘆溝橋事變後，台灣總督府隨即設立國民精神總動員本部，皇民化運動於是正式展開。台灣作家大部分只能依附在日本作家為主的團體，如1939年成立的台灣詩人協會或1940年擴大改組的台灣文藝家協會。
新詩部份，1942年有一群青年詩人組成詩社「銀鈴會」，由台中一中學生張彥勳、朱實、許世清三人發起，出版油印刊物《邊緣草》，共出十幾期，戰後因為林亨泰的加入，於1948年發表詩刊《潮流》，《潮流》既登載中文詩，也登載日文詩，其活動並持續至戰後。
這個時期的文學刊物如《詩報》 (1930-1944)、《風月報》。《詩報》為當今研究台灣文學最重要、最珍貴的文學史料，共發行319 期時間長達十五年。
這個時期最重要的作家主要有三人：賴和、楊逵、吳濁流，其中吳濁流於日治末到戰後初期著有《亞細亞的孤兒》、《無花果》、《台灣連翹》，被後人稱為「孤帆三部曲」，成為台灣大河小說的開創先河，影響了後來的李喬「寒夜三部曲」、東方白《浪淘沙》、吳景裕《鄉史補記》等。

### 反共與懷鄉（1945年－1950年）
二戰後，台灣日治時期結束，邁入中華民國時期。在短暫的蜜月期之後，台灣文學與台灣政治環境相同，陷入低迷的氣壓。這些低迷氣壓除了來自國民黨政府語言政策束縛：如國語之推行及政治事件：如二二八事件等等。
1960年代之前狹義台灣文學呈現停滯狀態，而盛行的儘是與台灣本土不相關的反共文學與外省籍作家的懷鄉文學。

### 現代主義與寫實鄉土（1960年－1980年）
1960年代到1980年代，在政府仍主導的反共文學與懷舊小說夾擊下，現代主義文學隨著韓戰結束，美援帶來的經濟和美式生活方式的移入下，脫穎而出。這些包含意識流小說、現代詩、荒謬文學八股化的反共文學表示不滿，對殘存於傳統文化中的懷舊抱著反抗改革的意識與反省。這些反省，在之後的1960年代末期與1970年代，產生了白先勇《台北人》《青春牡丹亭》《遊園驚夢》《永遠的尹雪豔》、七等生、陳映真的新變種之現代主義文學。
1970年代是強調寫實主義與反應社會的另一個重要鄉土文學時期。1964年，吳濁流正式創辦《臺灣文藝》，意圖發揚日治時期臺灣文藝聯盟之使命，強調臺灣文學固有的特殊性與自主性。此刊提供了本土作家展現實力的園地，使得寫實主義美學思維受到推崇。
而這些對於台灣都市、農村經濟、社會危機、價值觀念等都有進一步的反映和研究的新現代文學，也促成了如王禎和、鍾理和、鍾肇政、李喬、吳濁流、葉石濤、黃春明~東方白的人的鄉土寫實文學。而這兩種文學潮流，被視為台灣戰後的「文化回歸本土運動」。
此外，原住民文學亦在解嚴前後發展起來，高山族群代表作家有：莫那能、瓦歷斯諾幹、田雅各、阿鄔、孫大川、浦忠成等。

### 多元化文學（1980年之後）
從1977年鄉土文學論戰後不久，確定發展目標的台灣文學產生了多元共生時期，鄉土寫實繼續以另外一種形式呈現——母語文學的盛興，如林宗源、向陽、林央敏、黃勁連、陳明仁、李勤岸、方耀乾等人的台語文學創作，以及杜潘芳格、曾貴海 、陳寧貴 、黃恆秋等人的客語文學創作。
另外，也有不同的流派和作品也互不干預的出現與自由發展，如：李昂《北港香爐人人插》、廖輝英《油麻菜籽》《輾轉紅蓮》、蕭颯、蘇偉貞、夏宇、袁瓊瓊等女性作家為代表的「女性文學」及以張大春《野孩子》《我妹妹》、黃凡等人為代表的政治文學、表現頹廢都會特質的「都市文學」如：阿盛、林燿德、林彧。
1990年代後，網路文學或新型態文學，如駱以軍、陳雪等新生代作家也繼續承襲此種多元的特性。另外值得一提的是，常被忽略的勵志散文及言情小說，在1990年代之後，也被文壇所重視並稱霸於文學通路市場。而吳淡如《新說紅樓夢》《新說人間詞話》、劉墉《超越自己》《創造自己》《肯定自己》等此種通俗文學在某程度上也挹注台灣文學生命力。
除此，這種生命力也見於由網路文化衍生出的網路文學如痞子蔡《第一次親密接觸》《7-ELEVEN之戀》、鯨向海、阿莫、藤井樹《夏日之詩》、簡士耕《愛你一萬年》《初戀風暴》甚至媒體名人所出版的文字作品等。

## 台灣文學史的書寫概況

### 台灣文學史

#### 專著
台灣方面，目前已出版的專著有：
- 陳少廷撰寫的《台灣新文學運動史》(聯經出版)。
- 葉石濤撰寫的《台灣文學史綱》與《台灣文學入門》：2000年，日人學者中島利郎、澤井律之已經將《台灣文學史綱》翻譯成日文，由東京的研文出版社出版；目前也有英文版。學者林瑞明在1979年編製的〈台灣文學史年表〉，先是在《文學界》雜誌上連載，之後附在葉石濤的《台灣文學史綱》書末。
- 彭瑞金撰寫《台灣新文學運動40年》：該書在1991年由自立晚報出版；之後被日人學者中島利郎、澤井律之翻譯成日文，由東京的東方書店出版。
- 趙遐秋、呂正惠編著的《台灣新文學思潮史綱》：該書2002年由人間出版社出版。
- 古繼堂等人合著的《簡明台灣文學史》：該書2003年由人間出版社出版。
- 羅林編著的《台灣文學史新編》：該書為國考、教甄參考用書，非正式的學術著作，2006年由志光教育文化出版。
- 鍾肇政主講、莊華堂主編《鍾肇政口述歷史：「戰後台灣文學發展史」十二講》，唐山書店，2008年7月。
- 須文蔚主編《文學@台灣：11位新銳台灣文學研究者帶你認識台灣文學》，2008年9月由國立台灣文學館出版。
- 陳芳明撰寫《台灣新文學史》：該書在2011年由聯經出版，有平裝本(分上、下冊)、精裝本。
- 朱雙一撰寫《台灣文學創作思潮簡史》：該書在2011年由人間出版社出版。
- 國立台灣文學館出版的「台灣文學史長編」：蔡可欣與劉秀美合著的《山海的召喚：原住民的口傳文學》、謝崇耀著的《月映內海灣：清領時期的宦遊文學》、趙勳達著的《狂飆時刻：日治時期台灣新文學的高峰期(1930-1937)》、王嘉弘著的《如此江山：乙未割臺文學與文獻》。

中國方面，目前已出版的專著有：
- 白少帆等人主編的《現代台灣文學史》：由遼寧省瀋陽市遼寧大學出版，1987年。
- 公仲、汪義生合著的《台灣新文學史初編》：由江西省南昌市的江西人民出版社出版，1989年8月。
- 劉登翰等學者合力撰寫的《台灣文學史》：該書附有〈台灣文學大事記〉一文，由位於福建省福州市的海峽文藝出版社出版，1991年6月。
- 陸卓寧主編的《20世紀台灣文學史略》：該書在2006年5月出版，由位於北京市的民族出版社出版。
- 劉登翰、莊明萱主編的《台灣文學史》：該書在2007年9月出版，由位於北京市的現代教育出版社出版。

#### 相關的爭論、研討會
活動方面，成功大學台灣文學系曾經舉辦「台灣文學史書寫國際學術研討會」。

#### 相關的論述
關於台灣文學史書寫方面的論述，數量相當多，比較知名的有：
- 專書：
  - 周英雄、劉紀蕙主編《書寫台灣：文學史、後殖民與後現代》，麥田出版，2000年。
  - 楊宗翰主編《台灣文學史的省思》，富春文化出版，2002年。
  - 陳芳明《後殖民台灣：文學史編及其週邊》，麥田出版，2002年初版、2007年再版。
  - 彭瑞金《台灣文學史論集》，春暉出版社，2006年。
  - 孟樊《文學史如何可能：台灣新文學史論》，揚智文化，2006年。
  - 張錦忠、黃錦樹主編《重寫台灣文學史》，麥田出版，2007年。
  - 成功大學台灣文學系主編的《台灣文學史書寫國際學術研討會論文集》，春暉出版社，2008年。

- 碩、博士論文
  - 藍建春〈「台灣文學史」觀念的歷史考察〉，清華中文所博士論文。
  - 王金英〈葉石濤台灣文學史綱研究〉，玄奘大學中國語文研究所。
  - 蔡美俐〈未竟的志業：日治世代的台灣文學史書寫〉，清華台文所碩士論文。
  - 林運鴻〈台灣文學史論述中的三個故事：本土論、國家敘事與現代性〉，清華台文所碩士論文。
  - 陳逸凡〈神諭或鬼辯：台灣文學史書寫中的差異敘事〉，中山大學政治學研究所，2010年。

- 期刊文章：
  - 呂正惠〈評葉石濤《台灣文學史綱》〉，1988年2月《台灣社會研究》，頁221~232。
  - 吳海燕、王晉民〈試評葉石濤《台灣文學史綱》〉，1989年1月《當代》，頁130~139；2009年1月《台灣文學評論》，頁236~245。
  - 李奭學〈台灣固無省也─從《台灣文學史綱》─在台灣的中國文學〉，┬2001年12月《聯合文學》，頁26~30。
  - 彭小妍〈死亡/復甦、黑暗/光明─《台灣文學史綱》與本土化〉，2001年12月《聯合文學》，頁22~25。
  - 顏崑陽〈踏著台灣文學史的軌跡〉，2002年6月《文訊》，頁29~30。
  - 陳芳明〈現階段中國的台灣文學史書寫策略〉，2002年7月《中國事務》，頁44~53。
  - 洪士惠〈「台灣文學史」的省思--九十一年八月-九月〉，2002年10月《文訊》，頁71~72。
  - 陳建忠〈台灣文學的疆界─再思索台灣文學史的書寫問題〉，2003年1月《文化視窗》，頁58~61。
  - 翁柏川〈書寫歷史的書寫─從黃得時文學觀出發對台灣文學史書寫的思考〉，2003年5月《水筆仔》，頁8~25。
  - 陳芳明〈從發現台灣到發明台灣：現階段中國的台灣文學史書寫策略〉，2003年8月《台灣文學學報》，頁107~120。
  - 陳俊榮〈新歷史主義的台灣文學史觀〉，2004年1月《中外文學》，頁35~53。
  - 李桂芳〈意識的偵防與歷史的夢魘─從陳映真與陳芳明的論爭，並兼論晚近「台灣文學史」的問題〉，2004年4月《中外文學》，頁13~35。
  - 黎湘萍〈解讀台灣─以兩岸知識者關於台灣文學史的敘事為例〉，2004年4月《台灣文學評論》，頁184~202。
  - 謝崇耀〈論台灣文學史研究觀點之後現代解構〉，2004年4月《台灣文學評論》，頁22~24。
  - 楊宗翰〈重構框架─馬華文學、台灣文學、現代詩史〉，2004年6月《中外文學》頁22~24。
  - 洪瑜萍〈如果放逐是為了回歸：試論陳芳明《台灣新文學史》的戰後現代主義解譯〉，2004年10月《台灣文學評論》。
  - 江寶釵〈重省五○年代台灣文學史的詮釋問題─一個奠基於「場域」的思考〉，2005年5月《東華漢學》，頁319~347。
  - 廖清秀〈《台灣文學史綱》弄錯《恩仇血淚記》〉，2008年7月《台灣文學評論》，頁188~196。
  - 宋澤萊〈也談台語文學在台灣文學「史」與「史論」裡被忽視的原因〉，2008年10月《台文戰線》，頁145~168。
  - 方耀乾〈少數文學史書寫理論e5思考：以台語文學為論述中心〉，2009年4月《台灣文學研究學報》，頁171~224。
  - 呂興昌〈母語書寫的正常化：白話字文學在台灣文學史上的定位〉，2009年6月《鹽分地帶文學》頁176~204。
  - 陳建忠〈誰能讓台文系擁有一部文學史：我的懺夢錄〉，2009年8月《台灣文學館通訊》，頁12~13。
  - 吳叡人〈重層土著化下的歷史意識：日治後期黃得時與島田謹二的文學史論述之初步比較分析〉，2009年9月《台灣史研究》，頁133~163。
  - 黃英哲〈日文版《台灣文學史綱》的出版─兼論戰後日本學界的台灣文學論述〉，2010年4月《文學台灣》。
  - 杜國清〈從「鄉土」到「本土」：以土地為依歸的台灣文學史觀─葉石濤《台灣文學史綱》英文版導論〉，20104月《文學台灣》。
  - 阪口直樹/著、王敬翔/譯，〈展現台灣文學的原點─評葉石濤《台灣文學史》〉，2010年4月《文學台灣》。
  - 向陽〈建講台灣主體論述的史家─葉石濤與台灣文學史綱〉，2011年9月《文訊》，頁12~14。
  - 張耀仁〈文學本身就是最好的武器─面對陳芳明教授《台灣新文學史》〉，2011年12月《明道文藝》，頁63~67。
  - 曾健民〈可悲的戰後「再殖民」文學論─陳芳明的台灣文學史觀再批判〉上、下，2012月1月、2月《海峽評論》。
  - 向陽〈台灣文學史的墾拓者─黃得時及其台灣文學論述〉，2012年2月《文訊》，頁12~15。
  - 歐宗智〈建立台灣文化的信心：評陳芳明《台灣新文學史》〉，2012年4月《全國新書資訊月刊》，頁36~39。

### 地方文學史

#### 專書
目前已有幾本台灣地方文學史的書籍出版，已知的有：
- 施懿琳、許俊雅、楊翠合編的《台中縣文學發展史》：該書1995年出版
- 施懿琳、楊翠合編的《彰化縣文學發展史》：該書1997年出版，分為上、下兩冊。
- 江寶釵主編的《嘉義地區古典文學發展史》：該書1998年出版。
- 陳明台主編的《台中市文學史初編》：該書1999年出版。
- 莫渝、王幼華撰寫的《苗栗縣文學史》：該書2000年出版。
- 黃美娥撰寫的《光復前(1895~1945)台北地區文學史料蒐集：期末報告書》：該書2002年出版。
- 龔顯宗撰寫的《台南縣文學史》上編：該書在2006年出版；下編尚未出版。
- 彭瑞金撰寫的《高雄市文學史》：該書在2008年出版。
- 游建興撰寫的《清代噶瑪蘭文學發展史》：該書在2008年出版。
- 李瑞騰等人撰寫的《南投縣文學發展史》：上卷在2009年出版，下卷則在2011年出版。
- 陳青松編撰的《基隆古典文學史》：該書在2010年出版。

#### 相關的討論活動、論述
活動方面，文訊雜誌社曾在1993年舉辦「台灣地區區域文學會議」，共有6場，以 花東、雲嘉南、中彰投、高屏澎、桃竹苗、北基宜 為單位，每單位一場。邀請作家、學者討論，會後，雜誌社將各場的會議記錄集結成一冊出版。

對於台灣區域文學史(地方文學史)的寫作，目前(2011年9月23日)為止，已經有幾位學者為文檢討。有：
- 施懿琳〈撰寫區域文學史的幾點感想〉刊載在2000年4月第174期的《文訊》。
- 陳萬益〈現階段區域文學史撰寫的意義和問題〉刊載在2000年4月第174期的《文訊》。
- 楊翠〈跨出高牆院落，落地鋪延花實：地方文學史的書寫心路〉，刊載在2000年4月第174期的《文訊》。
- 黃美娥〈開啟台灣文學研究的另一扇窗〉，刊載在2000年4月第174期的《文訊》。
- 龔鵬程〈台灣區域文學史的寫作與傳統〉，刊載在2000年4月第174期的《文訊》。
- 解昆樺〈獨特性與通性間的權衡：台灣區域文學史的書寫困難〉，刊載在2002年10月的《台灣文學》。
- 林翠鳳〈田中蘭社百年史：一個區域文學史的史料建構實例〉，刊載在2004年7月《東海中文學報》。
- 翁柏川〈區域文學史寫作再思作〉刊載在2012年6月第35期的《台灣文學館通訊》。

目前(2012年9月23日)為止，以台灣區域文學為研究對象的學位論文，有以下幾部：葉連鵬《澎湖文學發展之研究》、蔡淑滿《戰後初期台北的文學活動研究》、高麗敏《桃園縣文學史料之分析研究》、冷芸樺《戰後基隆文學發展之研究》、馬翊航《虛實對照，城鄉融涉——論花蓮文學中的地方意識與市╱街書寫》、蘇玉筑《當代臺灣「大臺中」書寫—以中、彰、投四縣市作家作品為探討對象》、林宏信《觀察1990年代後地方文學的興起與發展──以金門文學為觀察對象》、劉文放《高雄市旗鼓地區之文學地景書寫研究》。

### 其他類型的文學史

#### 新詩史、現代詩史
- 詩史：
  - 古繼堂，《台灣新詩發展史》，北京市人民出版社，1989年；文史哲出版社，1997年。
  - 張雙英，《二十世紀台灣新詩史》，五南出版社，2006年。
  - 古遠清，《台灣當代新詩史》，文津出版社，2008年1月。
  - 鄭慧如，《台灣現代詩史》，聯經出版，2019年。
  - 孟樊、楊宗翰，《台灣新詩史》，聯經出版，2022年。
  - 黃粱，《台灣百年新詩》，釀出版，2024年。

- 相關專書：
  - 文訊主編，《台灣現代詩史論：台灣現代詩史研討會實錄》，文訊雜誌社，1996年。
  - 丁威仁，《戰後台灣現代詩史論：從現代與本土走向都市與網路》，印書小舖，2008年。
  - 郭楓，《當代台灣新詩史論》，陸續發表在2012年好幾期的《新地》文學雜誌。
  - 解昆樺，《台灣現代詩典律與知識地層的推移》，秀威，2012年。

- 相關文章：
  - 羅門〈話有理 便直說：看台灣現代詩史研討會論文：「家園與世界：試論五十年代台灣詩語言環境〉，1995年《台灣詩學季刊》，頁37~42。
  - 楊宗翰〈「台灣現代詩史」的未來〉，2001年3月《文訊》，頁51~52。
  - 游喚〈論台灣現代詩史書寫的相關問題〉，2001年12月《國文學誌》，頁187~208。
  - 楊宗翰〈重構框架─馬華文學、台灣文學、現代詩史〉，2004年6月《中外文學》頁22~24。
  - 楊宗翰〈台灣新詩史：一個未完成的計畫〉，2004年8月《台灣史料研究》，頁121~133。
  - 楊宗翰〈台灣新詩史：書寫的構圖〉，2004年10月《創世紀詩雜誌》，頁111~117。
  - 陳俊榮〈中國大陸的台灣新詩史觀〉，2005年4月《當代詩學》，頁119~141。
  - 陳仲義〈撰寫新詩史的「多難」問題：兼及撰寫中的「個人眼光」〉，2005年6月《台灣詩學學刊》，頁183~192。
  - 霍俊明〈台港新詩史寫作問題探論〉，2007年12月《當代詩學》。
  - 謝輝煌〈詩人‧詩事‧詩史：古遠清《台灣當代新詩史》讀後〉，2008年5月《葡萄園詩刊》，頁74~77。
  - 洛蒂〈介入與抽離：評古遠清《台灣當代新詩史》〉，2008年5月《葡萄園詩刊》，頁61~71。
  - 楊宗翰〈殊途不必同歸：與古遠清談台灣新詩史的書寫問題〉，2008年6月《創世紀詩雜誌》，頁184~188。
  - 劉正偉〈評古遠清《台灣當代新詩史》〉，2008年7月《乾坤詩刊》，頁121~126。
  - 洛蒂〈如何寫一本較完整的台灣新詩史〉，2008年8月《葡萄園詩刊》。
  - 曹竹青〈一座動態的「新詩博物館」：評古遠清《台灣當代新詩史》〉，2008年8月《葡萄園詩刊》。
  - 古遠清〈為台灣當代新詩發展提供「證詞」：對《台灣當代新詩史》種種批評的回應〉，2008年11月《葡萄園詩刊》。
  - 章亞昕〈如何展示詩藝演化的三維空間？：讀古遠清《台灣當代新詩史》〉，2009年2月《葡萄園詩刊》，頁49~53。
  - 郭楓〈還給台灣當代新詩史原貌：我寫《台灣當代新詩史論》〉，2012年5月《文訊》，頁25~29。
  - 楊宗翰〈鄭慧如《臺灣現代詩史》出版事件〉，2020年《破格：台灣現代詩評論集》，頁41-48。
  - 林宇軒，〈詩家與史家的拉鋸：鄭慧如著《台灣現代詩史》座談會〉，2020年3月《文訊》，頁115-120。
  - 向陽，〈後出轉精的新詩史著——讀孟樊、楊宗翰合著《台灣新詩史》〉，2022年6月《文訊》。
  - 簡政珍，〈詩史的波瀾風景：「台灣新／現代詩史」觀察〉，2022年11月《臺灣詩學學刊》第40期，頁9-25。

#### 古典文學史
- 專書：
  - 廖雪蘭，《台灣詩史》，文史哲出版社，1999年。
  - 施懿琳，《從沈光文到賴和：台灣古典文學的發展與特色》，春暉出版社，2000年。
  - 江寶釵，《台灣古典詩面面觀》，台北巨流，2000年。
  - 施懿琳等人合著，《台灣文學百年顯影》，玉山社，2003年。
  - 黃美娥，〈台灣古典文學史概說(1651~1945)〉，2005年3月《台北文獻》(直字)，頁215~269。
  - 黃美娥，《古典台灣：文學史、詩社、作家論》，國立編譯館，2007年。

- 學位論文：
  - 廖雪蘭，《台灣詩史》，文史哲出版社，1999年。
  - 王文顏，《台灣詩社之研究》，台北：政治大學中文所碩士論文，1979。
  - 吳品賢，《日治時期台灣女性古典詩作研究》，台北：台灣師範大學國文系碩士論文，2001。
  - 吳淑娟，《台灣基隆地區古典詩歌研究》，台北：中國文化大學中文所碩士論文，2004。
  - 邱春美，《六堆客家古典文學研究》，台北：輔仁大學中文所博士論文，2004。
  - 施懿琳，《清代台灣詩所反應的漢人社會》，台北：國立台灣師範大學國文所博士論文，1996。
  - 張淑玲，《台灣南投地區傳統詩研究》，台北：中國文化大學中文所碩士論文，2003。
  - 許惠玟，《道咸同時期（1821～1874）台灣本土文人詩作研究》，高雄：國立中山大學中文所博士論文，2007。
  - 陳嘉英，《尋找空間的女聲——以台灣女詩人張李德和、石中英、黃金川為探究對象》，台北：政治大學國文教學在職專班碩士論文，2003。
  - 閔秋英，《石中英及其《芸香閣儷玉吟草》研究》，彰化：彰化師範大學國文系在職進修碩士論文，2002。
  - 黃美娥，《清代台灣竹塹地區傳統文學研究》，台北：輔仁大學中文研究所博士論文，1999。
  - 楊淑惠，《台灣古典詩中的玉山書寫》，台南：成功大學台文所碩士論文，2008。
  - 廖振富，《櫟社三家詩研究——林癡仙、林幼春、林獻堂》，台北：台灣師範大學國文研究所博士論文，1996。
  - 潘玉蘭，《天籟吟社研究》，台北：台灣師範大學國文系碩士專班論文，2005。
  - 顏育潔，《石中英、呂伯雄其人其詩研究》，高雄：中山大學中文系在職專班碩士論文，2005。
  - 魏秀玲，《蔡旨禪及其《旨禪詩畫集》研究》，台北：政治大學中文系國文教學碩士論文，2005。
  - 顧敏耀，《陳肇興及其《陶村詩稿》研究》，桃園：中央大學中文研究所碩士論文，2003。
  - 顧敏耀，《臺灣古典文學系譜的多元考掘與脈絡重構》，桃園：中央大學中文研究所博士論文，2010。

- 單篇論文：
  - 丁鳳珍〈施懿琳《從沈光文到賴和：台灣古典文學的發展與特色》評介〉，2001年，頁331~336。
  - 謝崇耀〈當前台灣古典文學史研究的方法探討與現象省思〉，2002年4月《台灣文學評論》，頁57~61。

#### 小說史、小說史論
- 書籍、單篇論文：
  - 古繼堂《台灣小說發展史》，文史哲出版社，1996年。
  - 陳建忠〈台灣小說史大事年表(1920~1999)〉，1999年10月《文訊》，頁38~44。
  - 葉洪生、林保淳《台灣武俠小說發展史》，遠流出版社，2005年。
  - 陳建忠等人，《台灣小說史論》，麥田出版社，2007年。
  - 范銘如，《眾裡尋她：台灣女性小說史縱橫》，麥田出版社，2008年。
  - 陳國偉〈本土推理‧百年孤寂：台灣推理小說發展概論〉，2008年3月《文訊》，頁53~61。

- 小說史(論)的評論：
  - 初安民主持；朱國珍整理〈關於台灣現代小說史(座談會)〉，1997年12月《聯合文學》，頁108~118。
  - 邱貴芬〈台灣女性小說史學方法初探〉，1999年2月《中外文學》，頁5~25。
  - 梅家玲〈以小搏大：對戰後台灣小說史中女性/性別論述的若干觀察〉，1999年8月《文訊》，頁64~66。
  - 許玉純〈何以與夏蟲語冰？：從朱西寧的文學定位論台灣文學史(小說史)的建構〉，2001年6月《文學前瞻》，頁55~73。
  - 邱貴芬〈台灣文學史的延異空間─讀范銘如《眾裡尋她：台灣女性小說史縱論》〉，2002年6月《婦女與性別研究通訊》，頁21~22。
  - 施佳瑩〈戰後台灣文學史的建構與女作家小說〉上、下，2003年7月與8月的《國文天地》。
  - 劉奕德〈評：《台灣武俠小說發展史》，葉洪生、林保淳著〉，2007年3月《中國文哲研究集刊》，頁406~409。
  - 江江明〈五○年代台灣女性小說史觀念之詮譯策略再思考〉，2009年7月《世新大學人文社會學報》，頁17~35。

#### 兒童文學史及其史論
- 專書：
  - 吳當〈台東兒童文學史初稿〉，1999年3月《中華民國兒童文學學會會訊》，頁8~15。
  - 林文寶主編，《台灣區域兒童文學概述》，國立台東師範兒童文學研究所出版，1999年。
  - 邱各容，《兒童文學史料初稿：1945~1989年》，富春文化，1990年。
  - 中華民國兒童文學會/編，《兒童文學大事紀要：民國34~79年；西元1945年~1990年》，中華民國兒童文學會，1991年。
  - 洪文瓊，《台灣兒童文學史》，傳文文化事業，1994年。
  - 邱各容，《回首來時路：兒童文學史料工作路迢迢》，台北縣文化局，2003年。
  - 謝鴻文，《凝視台灣兒童文學的重鎮：桃園縣兒童文學史》，富春文化，2006年。
  - 林文寶、邱各容/編，《台灣兒童文學史文論選集》，富春文化，2011年。
  - 林文寶、邱各容，《台灣兒童文學一百年》，富春文化，2011年。

- 兒童文學史及其史論的評論：
  - 許義宗〈兒童文學史研究答客問〉，1985年10月《中華民國兒童文學學會會訊》，頁90~91。
  - 朱隆興〈一部兒童文學史的體例設計〉，1985年10月《中華民國兒童文學學會會訊》，頁87~89。
  - 溫士敦〈邱各容著《兒童文學史料初稿》評介〉，1990年11月《文訊》，頁84~88。
  - 林文茜〈台灣兒童文學發展史的研究現況與課題〉，2001年11月《兒童文學學刊》，頁174~195。
  - 邱各容〈知所應為，為所當為：我如何撰寫台灣兒童文學史〉，2005年11月《出版界》，頁105~107。
  - 傅林統〈建檔勾微留青史─《台灣兒童文學一百年》、《台灣兒童文學史文論選集》(林文寶、邱各容/著〉，2012年3月《全國新書月刊》，頁39~43。

#### 飲食文學史及其史論
- 專書：
  - 王皖佳，《臺灣飲食文學簡史（1980-2020）》，索引數位，2020年。

- 飲食文學史及其史論的評論：

#### 散文史、散文史論
- 專書、論文：
  - 林淑慧〈台灣清治時期散文發展與文化變遷〉2005年國立台灣師範大學國文研究所博士論文。
  - 張瑞芬，《台灣當代女性散文史論》，麥田出版社，2007年。

- 散文史、散文史論的評論：
  - 邱貴芬〈評張瑞芬《台灣當代女性散文史論》〉，2007年12月《女學學誌》，頁195~203。
  - 牛震星〈當代台灣散文史的分期〉，2009年4月《內湖高工學報》，頁1~6。
  - 鍾怡雯〈台灣散文史的另一種讀法〉，2010年7月《國文天地》，頁63~66。

#### 族群文學史
- 書籍、單篇論文：
  - 巴蘇亞‧博伊哲努(Pasuya e Poiconʉ 浦忠成)，〈國家與原住民族文學史〉，2009冬《台灣原住民研究季刊》，頁1~37。
  - 巴蘇亞‧博伊哲努(Pasuya e Poiconʉ 浦忠成)，《台灣原住民族文學史綱》，里仁書局，2009年。
  - 黃恒秋，《台灣客家文學史概論》，客家台灣文史工作室，1998年。

#### 母語文學史、史論
- 專書、單篇文章：
  - 葉石濤，〈母語文學今昔〉，1997年4月《聯合文學》，頁19。
  - 葉笛，〈戰後台語詩的發展〉，1997年12月《台灣新文學》，頁227~237。
  - 張春凰、江永進、沈冬青合著，《台語文學概論》，前衛出版社，2002年。名義上是「概論」，實際是「文學史」。
  - 趙天儀，〈台語詩的發展〉，2003年7月《海翁台語文學》，頁4~23。
  - 方耀乾，《台語文學的起源與發展：台語文學史簡冊》，自費出版，2005年。
  - 方耀乾，〈台語文學的發展〉1~5 ，連載在2007年11月到2008年4月《王城氣度》。
  - 李梁淑，〈當代客語詩文創作的幾個面向(1988~2007)〉，2008年6月《人文社會科學研究》。
  - 方耀乾，《台語文學史書寫理論佮實踐》，台文戰線雜誌，2009年。
  - 李勤岸，〈白話字文學：台灣文學e5早春〉，2009年3月《台灣文學館通訊》，頁52~56。
  - 施俊州，〈台語文學kap華語文學e5「衝突」？：1980年代台語文運動e5歷史脈絡〉，2009年3月《海翁台語文教學季刊》，頁40~53。
  - 施俊州，〈台語文化e5雙邏輯kap語族認同：1980年代前期台語文學運動e5前脈絡〉，2010年6月《海翁台語文教學季刊》，頁47~63。
  - 林央敏，〈台語小說的發展及作品總評〉1、2，分別刊載在2011年6月與7月的《海翁台語文學》。
  - 方耀乾，〈南方文藝復興：論「戰後鹽分地帶」台語文學的形成佮發展〉，2011年11月《海翁台語文學》，頁4~26。
  - 林央敏，〈總評戰後台語小說--之一：1960~2000〉上、下，分別刊載在2012年6月與8月的《鹽分地帶文學》。
  - 陳慕真，〈客家話「白話字」文學〉，2012年3月《台灣文學館通訊》，頁100~103。
  - 陳慕真，〈日本時代个客語文學〉，2012年6月《台灣文學館通訊》，頁90~93。

- 母語文學史、史論的相關評論：
  - 宋澤萊〈也談台語文學在台灣文學「史」與「史論」裡被忽視的原因〉，2008年10月《台文戰線》，頁145~168。
  - 方耀乾〈少數文學史書寫理論e5思考：以台語文學為論述中心〉，2009年4月《台灣文學研究學報》，頁171~224。
  - 呂興昌〈母語書寫的正常化：白話字文學在台灣文學史上的定位〉，2009年6月《鹽分地帶文學》頁176~204。
  - 洪惟仁〈台語文學个分類與分期(自台開至1995年〉上、下，分別刊載在2010年5月與6月《海翁台語文學》。

#### 文學批評史
- 單篇文章：
  - 楊照〈台灣戰後五十年文學批評小史〉上、下，分別刊載在1995年10月與12月的《聯合文學》。

#### 大眾文學史
- 單篇文章：
  - 下村作次郎、黃英哲〈台灣大眾文學緒論〉，1998年10月《淡水牛津文藝》，頁35~40。
  - 下村作次郎、黃英哲〈談戰前台灣大眾文學：台灣文學史的一段空白〉，1998年11月《中外文學》，頁29~40。